# 유령거미상과
유령거미상과(Pholcoidea)는 거미목 새실젖거미하목의 상과로, 거미의 일종이다. 유령거미과 등이 속한다.

## 종류
- 유령거미과(Pholcidae)
- Diguetidae
- Plectreuridae